# Cliff Robertson
Clifford Parker Robertson III (bekend onder de naam Cliff Robertson) (La Jolla (Californië), 9 september 1923 – Los Angeles, 10 september 2011) was een Amerikaanse acteur. Hij won onder andere een Academy Award in zijn carrière.

## Film
Robertson heeft diverse filmrollen op zijn naam staan. PT 109, The Best Man, Charly (hiervoor won hij een Academy Award voor Beste Acteur in 1968), Picnic, Autumn Leaves, Too Late the Hero, Three Days of the Condor, Obsession, J. W. Coop, Star 80, Brainstorm en Malone.
Meer recent was Robertson te zien als Benjamin Parker in Spider-Man en Spider-Man 2. Hij was ook te zien in het derde deel. In de horrorfilm Riding the Bullet had Robertson ook een rol.

## Televisie
Robertson was ook meerdere malen te zien op de televisie, in televisieseries als Hallmark Hall of Fame, Alcoa Theatre, Playhouse 90, Outlaws, The Twilight Zone, in Batman als de slechterik Shame, Falcon Crest en in The Lyon's Den. Robertson speelde zowel in de jaren zestig- als in de jaren negentig versie van de televisieserie The Outer Limits.
Voor een aflevering van Bob Hope Presents the Chrysler Theatre won Robertson een Emmy Award.
In 1977 ontdekte Robertson dat David Begelman, een filmproducent van Columbia Pictures, een looncheque op Robertsons naam te gelde had gemaakt met een vervalste handtekening. Dit leidde tot een van de grootste schandalen in de filmwereld ooit. Columbia Pictures wilde de fraude van Begelman, die wel ontslagen werd, stilhouden. Robertson werkte daar echter niet aan mee, en hij zou om die reden lange tijd geen rollen krijgen.